# Pedro Orfila Artime
 Pedro Orfila Artime (Luarca, 6 maart 1988) is een Spaanse voetballer, die kan opgesteld worden als verdediger. Hij tekende tijdens de maand augustus 2019 een contract bij Club Deportivo Atlético Baleares.
Tijdens zijn jeugdjaren begon Orfila bij Real Avilés Club de Fútbol, waarna hij in 2001 als belofte aansloot bij Sporting de Gijón. 
Tijdens het seizoen 2007-2008 maakte hij zijn debuut bij  Sporting de Gijón B in de Segunda División B.  Tijdens het seizoen 2011-2012 zou hij zijn debuut maken in de Primera División bij Sporting de Gijón.  Hij zou 11 wedstrijden spelen in het seizoen waarin de ploeg uit Gijón zijn plaats op het hoogste niveau zou verliezen.  Het daaropvolgende seizoen 2012-2013 zou hij nog 7 wedstrijden spelen in de Segunda División A. 
Om hem meer spelkansen te geven zou hij vanaf seizoen 2013-2014 uitgeleend worden aan Racing Santander, een ploeg uit de Segunda División B.  De ploeg zou kampioen worden van zijn reeks en de promotie afdwingen tijdens de eindronde.  In totaal zou de speler 25 keer optreden.  De speler tekende voor het seizoen 2014-2015 definitief voor de ploeg uit Santander.  Hij zou 39 wedstrijden spelen, maar de ploeg kon het behoud niet verwezenlijken.
Tijdens het seizoen 2015-2016 stapte hij over naar reeksgenoot CD Numancia, waar hij in twee seizoenen 51 keer zou optreden.
Daarna zette hij tijdens het seizoen 2017-2018 een stapje terug bij Real Murcia, een ploeg uit de  Segunda División B.  Hij groeide snel uit als een van de basisspelers en zou 5 doelpunten scoren tijdens zijn 36 optredens.
Tijdens het seizoen 2018-2019 stapte hij over naar streek- en reeksgenoot FC Cartagena.  Hij tekende een contract voor twee seizoenen.  Daar zou hij gewezen teamgenoot uit Santander, Mario Fernández Cuesta, tegen het lijf lopen.  De speler kon nooit een echte basisplaats afdwingen en zo werd in gemeenschappelijk overleg het contract ontbonden.
Hij vond voor het seizoen 2019-2020 onderdak bij reeksgenoot Club Deportivo Atlético Baleares.  De ploeg werd kampioen van de groep 1 en werd in de eindronde geloot tegen de kampioen van groep 4, FC Cartagena.  Zo zou hij tegen zijn vorige werkgever spelen.  In tegenstelling met normale play offs werd de finale in één wedstrijd gespeeld in de Estadio La Rosaleda, thuishaven van Málaga CF.  Na 120 minuten was het nog steeds 0-0 en Baleares verloor de wedstrijd met 3-4 na de strafschoppen.  Doordat de ploeg kampioen was, kreeg het nog een herkansing tegen UD Cornellà.  De wedstrijd tegen de vierde van Groep 3 werd tijdens de eenentachtigste minuut in het voordeel van Cornellà beslist, door een doelpunt van middenvelder Agustín Medina Delgado.  Zijn contract werd voor het seizoen 2020-2021 verlengd.  Tijdens dit laatste seizoen van de Segunda B, kon de ploeg zich voor seizoen 2021-2022 plaatsen voor de Primera División RFEF, het nieuwe derde niveau van het Spaans voetbal.  De speler verlengde zijn contract.  Het werd een grijs seizoen voor speler en club.
Vanaf seizoen 2022-2023 zakte hij één reeks en tekende hij bij Real Avilés CF.